# Mortes em setembro de 2014
Mortes em 2014: ← Janeiro – Fevereiro – Março – Abril – Maio – Junho – Julho – Agosto – Setembro – Outubro – Novembro – Dezembro →
Esta é uma relação de pessoas notáveis que morreram durante o mês de setembro de 2014, listando nome, nacionalidade, ocupação e ano de nascimento.

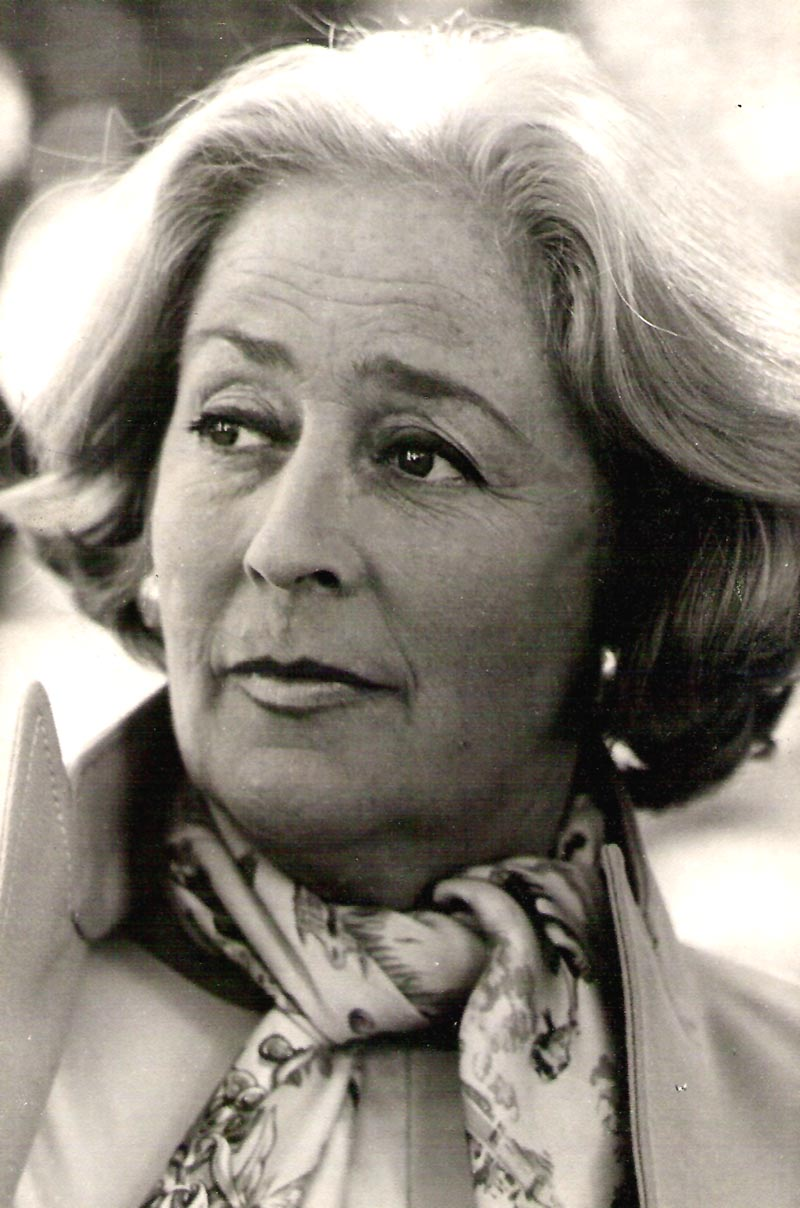
China Zorrilla, atriz uruguaia.

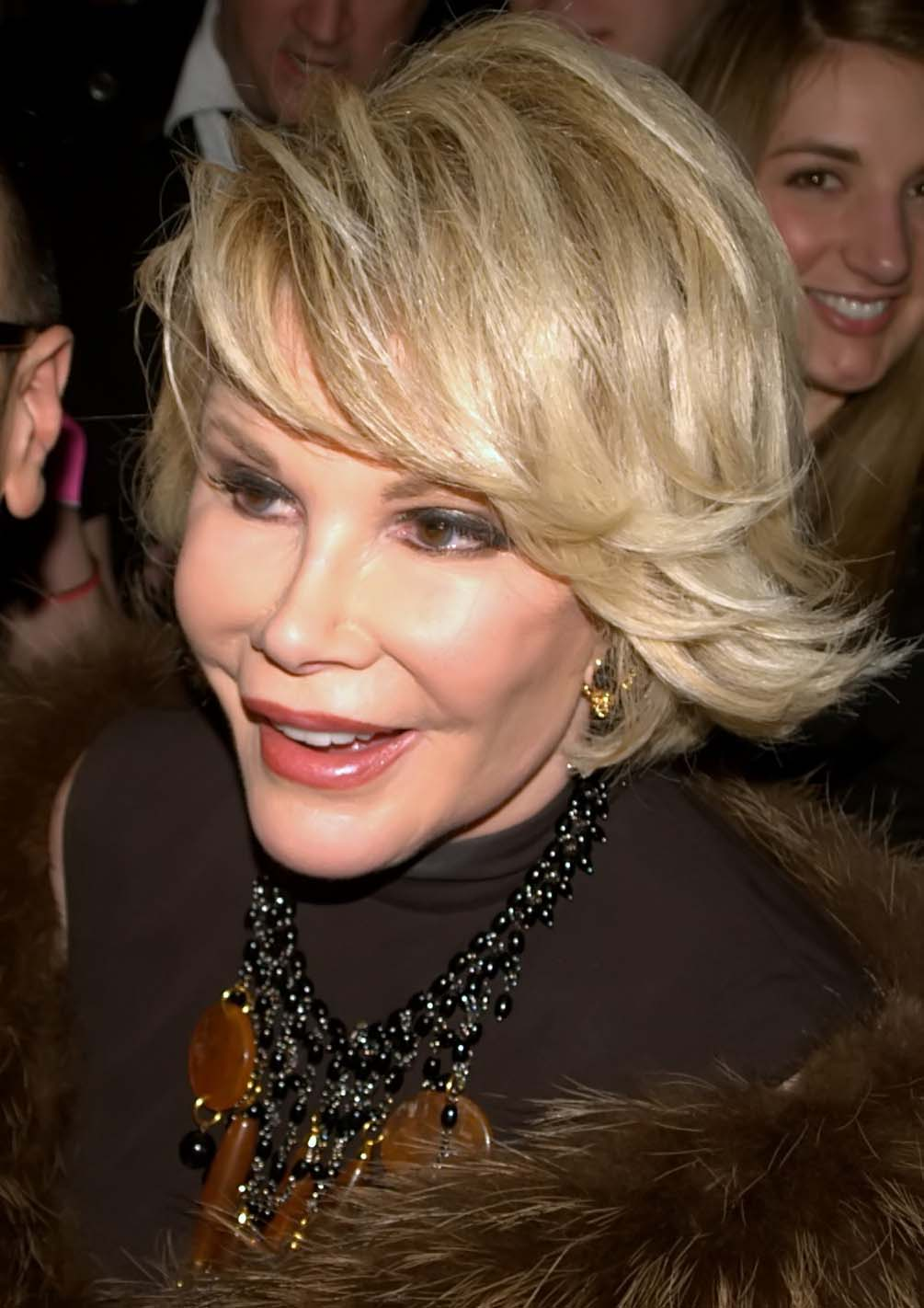
Joan Rivers, atriz, comediante e apresentadora estadunidense.

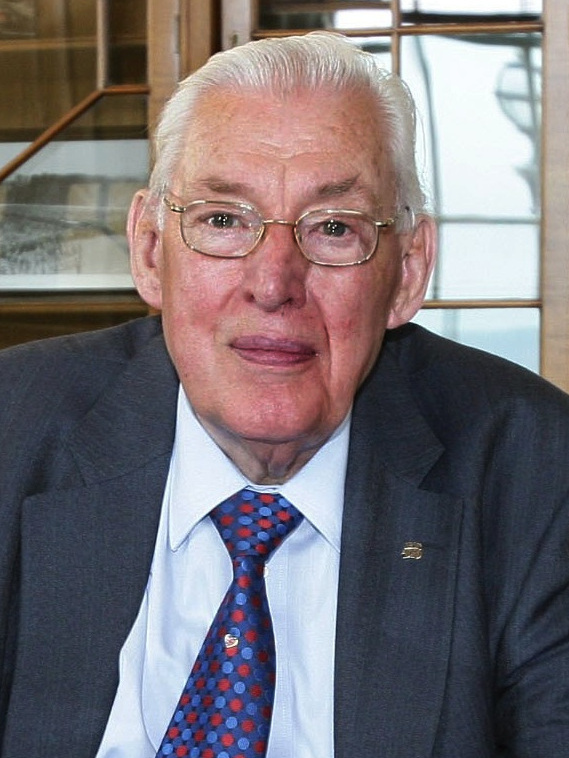
Ian Paisley, político e líder religioso norte-irlandês.

| Dia | Nome                       | Profissão ou motivo de reconhecimento           | País de nascimento      | Ano de nasc. | Ref           |
| --- | -------------------------- | ----------------------------------------------- | ----------------------- | ------------ | ------------- |
| 1   | Sérgio Rodrigues           | Arquiteto e designer                            | Brasil                  | 1927         | [ 1 ]         |
| 1   | Gottfried John             | Ator                                            | Alemanha                | 1942         | [ 2 ]         |
| 2   | Helena Rakoczy             | Ginasta                                         | Polónia                 | 1921         | [ 3 ]         |
| 3   | Go Eun-bi                  | Cantora                                         | Coreia do Sul           | 1992         | [ 4 ]         |
| 4   | Joan Rivers                | Atriz, comediante e apresentadora de TV         | Estados Unidos          | 1933         | [ 5 ]         |
| 4   | Gustavo Cerati             | Músico                                          | Argentina               | 1959         | [ 6 ]         |
| 4   | Esquerdinha                | Futebolista                                     | Brasil                  | 1924         | [ 7 ]         |
| 4   | Wolfhart Pannenberg        | Teólogo                                         | Alemanha                | 1928         | [ 8 ]         |
| 5   | Simone Battle              | Cantora                                         | Estados Unidos          | 1989         | [ 9 ]         |
| 6   | Kira Zvorykina             | Enxadrista                                      | União Soviética/ Rússia | 1919         | [ 10 ]        |
| 7   | Miltinho                   | Cantor                                          | Brasil                  | 1928         | [ 11 ]        |
| 7   | Kwon Ri-se                 | Cantora                                         | Coreia do Sul           | 1991         | [ 12 ]        |
| 10  | Emilio Botín               | Banqueiro                                       | Espanha                 | 1934         | [ 13 ]        |
| 10  | Richard Kiel               | Ator                                            | Estados Unidos          | 1939         | [ 14 ]        |
| 10  | António Garrido            | Árbitro de futebol                              | Portugal                | 1932         | [ 15 ]        |
| 11  | Jerônimo Garcia de Santana | Político                                        | Brasil                  | 1934         | [ 16 ]        |
| 12  | Atef Ebeid                 | Ex-primeiro-ministro                            | Egito                   | 1932         | [ 17 ]        |
| 12  | Ian Paisley                | Político e lider religioso                      | Irlanda do Norte        | 1926         | [ 18 ]        |
| 13  | Milan Galić                | Futebolista                                     | Sérvia                  | 1938         | [ 19 ]        |
| 13  | Iberê Ferreira             | Político e empresário                           | Brasil                  | 1944         | [ 20 ]        |
| 14  | Bruno Castanheira          | Ciclista                                        | Portugal                | 1977         | [ 21 ]        |
| 14  | Servilio Conti             | Bispo                                           | Itália/ Brasil          | 1916         | [ 22 ]        |
| 15  | Ted Belytschko             | Engenheiro mecânico                             | Estados Unidos          | 1943         | [ 23 ]        |
| 16  | Dirceu Travesso            | Líder sindical e político, fundou o PT e o PSTU | Brasil                  | 1959         | [ 24 ]        |
| 17  | China Zorrilla             | Atriz                                           | Uruguai                 | 1922         | [ 25 ]        |
| 17  | Andriy Husin               | Futebolista e treinador                         | Ucrânia                 | 1972         | [ 26 ] [ 27 ] |
| 20  | Anatoli Berezovoy          | Astronauta                                      | Rússia                  | 1942         | [ 28 ]        |
| 20  | Polly Bergen               | Atriz                                           | Estados Unidos          | 1930         | [ 29 ]        |
| 22  | Fernando Cabrita           | Futebolista e treinador                         | Portugal                | 1923         | [ 30 ]        |
| 23  | Abelardo da Hora           | Artista plástico, poeta e professor             | Brasil                  | 1924         | [ 31 ]        |
| 24  | Abubakar Shekau            | Líder islamita                                  | Nigéria                 | 1969         | [ 32 ]        |
| 27  | Abdelmajid Lakhal          | Ator e diretor de teatro                        | Tunísia                 | 1939         | [ 33 ]        |
| 30  | Alpoim Calvão              | Militar                                         | Portugal                | 1937         | [ 34 ]        |
| 30  | Vítor Crespo               | Professor e político                            | Portugal                | 1932         | [ 35 ]        |
| 30  | Jadir Ambrósio             | Compositor e músico                             | Brasil                  | 1922         | [ 36 ]        |
| 30  | Martin Lewis Perl          | Físico                                          | Estados Unidos          | 1927         | [ 37 ]        |
| 30  | Erik Hansen                | Canoísta                                        | Dinamarca               | 1939         | [ 38 ]        |